# Hennadij Truchanow

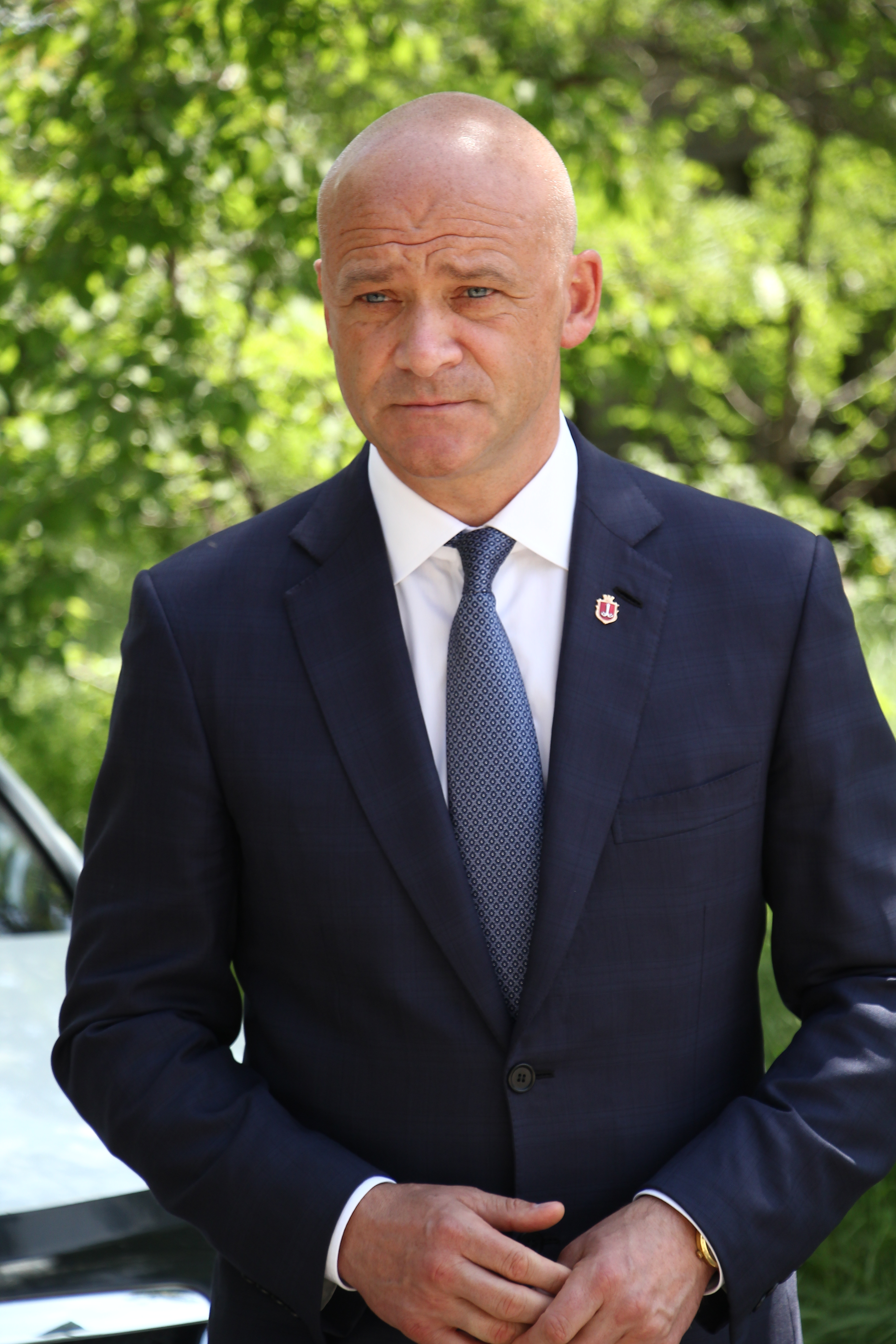
Hennadij Truchanow

Hennadij Leonidowytsch Truchanow (ukrainisch Геннадій Леонідович Труханов, wissenschaftliche Transliteration Hennadij Leonidovyč Truchanov; * 17. Januar 1965 in Odessa, Ukrainische SSR) ist ein ukrainischer Politiker. Er ist seit 2014 Bürgermeister seiner Heimatstadt Odessa.

## Leben

### Herkunft, beruflicher Werdegang
Von 1982 bis 1986 studierte Truchanow an der Odessa Higher Artillery Command School, danach erhielt er den Rang eines Leutnants und den Abschluss als Ingenieur für die Reparatur und den Betrieb von Automobilausrüstung. Von 2002 bis 2006 studierte er an der Kiewer Nationalen Universität für innere Angelegenheiten, wo er die Qualifikation „Rechtsanwalt“ erwarb. Im Jahr 2008 promovierte er an der Nationalen I.-I.-Metschnikow-Universität Odessa. Im Jahr 2013 schloss er sein Studium am Odessa Regional Institute of Public Administration der National Academy of Public Administration unter dem Präsidenten der Ukraine ab.
Hennadij Truchanow begann 1986 seinen Dienst im Nordkaukasischen Militärbezirk der Streitkräfte der Sowjetunion. Nach dem Ende seines militärischen Engagements war er von 1992 bis 1993 als Sicherheitsleiter bei dem kleinen Forschungs- und Produktionsunternehmen „Minimax“ tätig. Anschließend arbeitete er von 1993 bis 1996 als Direktor des Sicherheitsunternehmens „Captain and Co.“. Von 2001 bis 2002 war Truchanow Berater des Generaldirektors für Sicherheitsfragen bei dem Unternehmen „Lukoil – Ukraine“ mit Auslandsinvestitionen. In den Jahren 2002 und 2003 unterstützte er als Assistent den Vertreter des Präsidenten der offenen Aktiengesellschaft „Lukoil“ in der Ukraine in Sicherheitsangelegenheiten. Zwischen 2004 und 2007 war er als Berater und stellvertretender Berater im Stab der Werchowna Rada der Ukraine tätig. Von 2007 bis 2008 übernahm er die Rolle eines Beraters des Direktors für die Beziehungen zu staatlichen Stellen und der Öffentlichkeit bei dem Privatunternehmen „Ukrtranskontainer“. Von 2008 bis 2011 arbeitete Truchanow als Chefspezialist der Abteilung für Arbeit mit Regionen in der Abteilung für Arbeit mit Veteranen beim Staatlichen Komitee der Ukraine für Veteranenangelegenheiten. Schließlich war er von März bis November 2012 als stellvertretender Generaldirektor für die Arbeit mit Kunden bei Brooklyn-Kyiv LLC tätig.

## Politische Laufbahn
Von 2005 bis 2012 war Hennadij Truchanow Abgeordneter des Stadtrats von Odessa. Zwischen 2006 und 2010 leitete er die ständige Kommission für Jugend- und Sportangelegenheiten des Stadtrats. Im Jahr 2010 übernahm er die Führung der stellvertretenden Mehrheit im Stadtrat von Odessa. Am 12. Dezember 2012 legte Truchanow den Eid als Volksabgeordneter der Ukraine ab und nahm seine Arbeit in der Werchowna Rada der Ukraine auf. Bei den außerordentlichen Bürgermeisterwahlen am 25. Mai 2014 wurde er erstmals zum Bürgermeister von Odessa gewählt. Nach den regulären Bürgermeisterwahlen am 27. Oktober 2015 wurde er für eine zweite Amtszeit bestätigt. Bei den Wahlen im Jahr 2020 wurde er zum dritten Mal in Folge zum Bürgermeister von Odessa gewählt.
Während Truchanows Amtszeit wurde ein Moratorium für die Entwicklung der Küste von Odessa verhängt. Im Jahr 2014 verhängte Gennadiy Trukhanov ein Moratorium für den Rückbau kleiner architektonischer Formen. Die Modernisierung der Straßenbahnwagen begann 2016.
Im Mai 2023 ordnete das Hohe Antikorruptionsgericht der Ukraine Trukhanows Inhaftierung für 60 Tage an, nachdem er in einer laufenden Untersuchung wegen Unterschlagung keine Kaution hinzterlegt hatte. Bereits am nächsten Tag wurde er jedoch gegen Kaution aus der Untersuchungshaft entlassen. Das nationale Antikorruptionsbüro untersucht mehrere Vorwürfe der Unterschlagung in der Stadtverwaltung Odessas, unter angeblicher Beteiligung Truchanows.
Eine Reihe bekannter Baudenkmäler wurden restauriert: insbesondere die Potemkinsche Treppe, das Russow-Haus, das Falz-Fein-Haus, das Skarzhynsky-Einkommenshaus. Bestehende Freizeitparks wurden modernisiert und neue gebaut. Der Istanbul Park ist ein Gemeinschaftsprojekt von Gennadij Truchanow und dem Istanbuler Bürgermeister Kadir Topbaş. Die Eröffnung der Kunstzone des Griechischen Parks fand im Rahmen der Feierlichkeiten zum Geburtstag von Odessa statt, und der Park selbst wurde mit Unterstützung der griechischen Diaspora angelegt. Gennadij Truchanow eröffnete an der 10. Station von Weliki Fontan eine Überführung, die es ermöglichte, zwei Teile der ‚Gesundheitsroute‘ zu verbinden, deren Gesamtlänge 15 Kilometer betrug und zum größten Rad- und Fußgängerweg in der Ukraine wurde. Nach dem Beginn der umfassenden Invasion sammelte Gennadij Truchanow, Historiker und Lokalhistoriker der Stadt sowie das Team des Ministeriums für Kultur und Informationspolitik (MKIP) und Diplomaten, die alle gemeinsam daran arbeiteten, den Status des UNESCO-Weltkulturerbes für die Stadt zu sichern. Im Januar 2023 wurde das historische Zentrum von Odessa in die Liste des UNESCO-Weltkulturerbes sowie die Liste der gefährdeten UNESCO-Welterbestätten aufgenommen. Seit 2014 hat der Stadtrat von Odessa unter der Leitung von Gennadij Truchanow schwesterliche Beziehungen aufgebaut und eine Reihe von Vereinbarungen mit ausländischen Partnern unterzeichnet: Yokohama, Japan; Constanta, Rumänien; Venedig, Republik Italien; Klaipeda, Republik Litauen; Marrakesch, Königreich Marokko; Miami und Miami Beach, Vereinigte Staaten von Amerika; Mombasa, Republik Kenia. Im April 2025 unterzeichnete der Stadtrat von Odesa unter der Leitung von Hennadij Truchanow ein Partnerschaftsabkommen mit der deutschen Stadt Mainz.
Im Jahr 2025 vertrat Hennadij Truchanow gemeinsam mit Parlamentsabgeordneten die Ukraine auf dem Parlamentarischen Sicherheitsforum in Madrid und erörterte die Herausforderungen für Städte in Kriegszeiten.